# Carpophilus zeaphilus
Carpophilus zeaphilus é uma espécie de insetos coleópteros polífagos pertencente à família Nitidulidae.
A autoridade científica da espécie é Dobson, tendo sido descrita no ano de 1969.
Trata-se de uma espécie presente no território português.